# Parmeniano
Parmeniano (in latino Parmenianus; ... – Cartagine, ca. 392) fu un vescovo donatista nordafricano, successore di Donato nel vescovato di Cartagine.
Scrisse diverse opere in difesa delle posizioni rigoriste dei Donatisti ed è riconosciuto come «il più famoso scrittore donatista del suo tempo», ma nessuno dei suoi scritti è sopravvissuto.

## Biografia

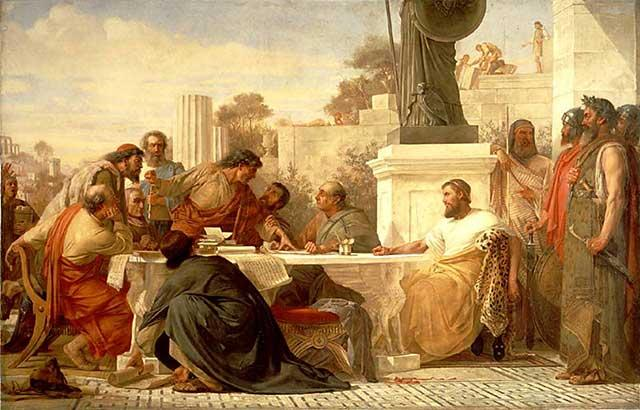
Giuliano l'Apostata presiede una conferenza di settari (Edward Armitage, 1875). Il decreto di Giuliano del 362 permise a Parmeniano di tornare a Cartagine.

Ottato di Milevi, polemista anti-donatista e contemporaneo di Parmeniano, lo chiama peregrinus, intendendo che probabilmente non era originario dell'Africa; forse proveniva dalla Spagna o dalla Gallia.
Qualunque sia la sua origine, Parmeniano succedette a Donato come vescovo donatista di Cartagine intorno all'anno 350. Fu bandito dalla città nell'anno successivo. Fu bandito dalla città nel 358. Rientrò nel 362 in base al decreto di Giuliano che permetteva ai vescovi esiliati di tornare alle loro sedi. Circa in questo periodo, se non prima, pubblicò un'opera in cinque parti in difesa del Donatismo (Adversus ecclesiam traditorum), a cui il trattato di Ottato è una risposta. Verso il 372 scrisse un libro contro Ticonio. In un anno imprecisato del suo episcopato, supervisionò un concilio di vescovi donatisti che fece un'importante proclamazione sul nuovo battesimo dei traditores.
Ignota è la data di morte di Parmeniano, probabilmente intorno all'anno 392. Il 24 giugno 393, data del concilio di Cabarsussi, la sede donatista di Cartagine era occupata dal suo successore, Primiano.

## Teologia e influenza
L'opera più influente di Parmeniano fu scritta intorno al 362 e intitolata Adversus ecclesiam traditorum («Contro la chiesa dei traditores»). Sebbene sia andata perduta, sembra che sia stata ampiamente letta dai suoi avversari cattolici contemporanei. Ottato pubblicò la sua grande opera De schismate Donatistarum («Lo scisma dei Donatisti») in risposta a Parmeniano. A giudicare dalla risposta di Ottato, possiamo dedurre che Parmeniano sosteneva la posizione rigorista dei Donatisti, secondo cui «il sacrificio di un peccatore è inquinato» e che il battesimo non può essere validamente conferito da un peccatore, come uno dei traditores. Tuttavia, anche quando discute contro le sue opinioni, Ottato non si riferisce a Parmeniano come a un eretico, ma piuttosto come a un«"fratello» (l'opinione di Ottato è che solo i pagani e gli eretici vadano all'inferno; egli ritiene che gli scismatici e tutti i cattolici si salveranno alla fine dopo un necessario purgatorio).
Nel 372 circa, Ticonio, un esegeta laico, scrisse un libro per condannare le opinioni più estreme di Parmeniano, senza però abbandonare la sua fedeltà al partito donatista. Parmeniano rispose condannando la dottrina di Ticonio in quanto tendente a collegare la vera chiesa (quella dei Donatisti) con quella corrotta, la chiesa cattolica, soprattutto il suo ramo africano.
Anche se Parmeniano si dimostrò più estremista di Ticonio, può essere considerato un donatista relativamente moderato per il fatto che non richiedeva il ri-battesimo di tutti i convertiti, ma solo di coloro che avevano ricevuto il primo battesimo come cattolici. Questo rigorismo moderato si evince anche dalla decisione del concilio di 270 vescovi Donatisti convocato a Cartagine durante l'episcopato di Parmeniano. Dopo 75 giorni di deliberazioni, il concilio decise infine che i traditores, anche se rifiutavano il battesimo, dovevano essere ammessi alla comunione.
Il libro di Parmeniano contro Ticonio finì nelle mani di Agostino, che, su richiesta dei suoi amici, argomentò contro le sue opinioni in un trattato in tre libri (Contra Parmenianum), negli anni dal 402 al 405.
Un tratto distintivo della teologia di Parmeniano è l'idea che la vera Chiesa (cioè quella donatista) possieda sette dotes (doni divini), che forniscono la prova della sua purezza e santità. Questi erano presentati sotto forma di simboli allegorici, derivati dal Cantico dei Cantici: la cathedra («cattedra», che rappresenta l'autorità); l'angelus («angelo», che rappresenta il vescovo validamente consacrato); lo spiritus (lo Spirito Santo); la fontana (cioè il vero battesimo); il sigillo della fontana (che impedisce la comunione con qualsiasi altra chiesa); e l'umbilicus (l'«ombelico», cioè il punto focale, un altare per il sacrificio correttamente consacrato). Questi «doni» o segni della vera Chiesa erano sia una garanzia della sua validità che una protezione contro la peccaminosità individuale di alcuni dei suoi membri.
James Alexander considera questo immaginario uno sviluppo delle teologie di Tertulliano e Cipriano, di cui Parmeniano «emerge come il conservatore... [e] Ottato, al contrario, come l'innovatore».

## Valutazione
W. H. C. Frend sostiene che Parmeniano fu un vescovo capace e formidabile della sua sede, anche se la sua influenza e la sua reputazione alla fine cessarono di essere riconosciute con la fine dello scisma donatista. Frend scrive che l'autorità di Parmeniano non fu «mai seriamente messa in discussione» durante il suo lungo mandato di vescovo. Dopo essere tornato a Cartagine nel 362, nel 364 si era assicurato la guida inequivocabile della Chiesa donatista, che mantenne fino alla sua morte nel 391 o 392. «Egli portò il Donatismo con successo attraverso la crisi della rivolta di Firmo, la scomunica di Tyconius [sic] e lo scisma dei Rogatisti. Alla fine del suo governo, la Chiesa di Parmenide aveva raggiunto l'apice del suo potere e della sua prosperità».
Una valutazione meno positiva del mandato episcopale di Parmeniano lo incolperebbe di aver causato lo scisma di Massimiano all'interno della Chiesa donatista. La rottura, avvenuta dopo la morte di Parmeniano, divise la comunità in gruppi di «parmenianiti» e «massimianiti», che «si combatterono con le unghie e con i denti e si perseguitarono a vicenda». Secondo George M. Ella, la conseguente mancanza di unità nella comunità cristiana nordafricana fu un fattore che contribuì alla facilità con cui la conquista islamica dell'area riuscì alla fine del '600: «Il sangue dei donatisti era diventato il seme dell'Islam»."